# 福島県道388号白坂関辺線
福島県道388号白坂関辺線（ふくしまけんどう388ごう しらさかせきべせん）は、福島県白河市内を通る一般県道である。

## 路線概要
- 起点：福島県白河市白坂
- 終点：福島県白河市関辺
- 総延長：9.670km[1]
  - 実延長：総延長に同じ
- 路線認定年月日：1996年12月27日[2]

白河市南端の白坂地区から発し、関山の南山麓を迂回し旧表郷村域を経て東部の関辺地区とを結ぶ路線である。

## 通過する自治体
- 福島県
  - 白河市

## 接続・交差する道路
- 国道294号・福島県道183号白坂停車場線（白坂 起点）
- 福島県道76号伊王野白河線（旗宿字大久保）
- 国道289号（関辺字上ノ代 終点）

## 沿線
- 社川（表郷内松）
- 八幡神社（関辺）